# Ривърс
Ривърс е един от 36-те щата на Нигерия. Площта му е 9669 квадратни километра, а населението – 7 303 900 души (по проекция за март 2016 г.). Създаден е на 27 май 1967 г. Щатът е разделен допълнително на 23 местни правителствени зони. Намира се в часова зона UCT+1.